# Spiradiclis howii
Spiradiclis howii är en måreväxtart som beskrevs av Hsien Shui Lo. Spiradiclis howii ingår i släktet Spiradiclis och familjen måreväxter. Inga underarter finns listade i Catalogue of Life.